# ماريوس إيليا
ماريوس إيليا (بالتركية: Marios İlia)‏ (مواليد 14 أبريل 1979 في نيقوسيا) لاعب كرة قدم قبرصي دولي يجيد اللعب في خط الدفاع . يلعب حاليا لصالح نادي أبويل القبرصي منذ 2008 .

## روابط خارجية
- ماريوس إيليا على موقع الاتحاد الدولي (مؤرشف)  (الإنجليزية)
- ماريوس إيليا على موقع قاعدة بيانات كرة القدم.إي يو (الإنجليزية)
- ماريوس إيليا على موقع ناشيونال فوتبول تيمز (الإنجليزية)
- ماريوس إيليا على موقع Soccerway.com (الإنجليزية)
- ماريوس إيليا على موقع عالم كرة القدم.نت (الإنجليزية)
- ماريوس إيليا على موقع AS.com (الإسبانية)